# Klekovci
Klekovci (szerbül: Клековци), falu Bosznia-Hercegovinában, Bosanska krajina területén, Kozarska Dubica községben, a Szerb Köztársaságban. 

## Fekvése
Bosznia-Hercegovina északi részén, Banja Lukától légvonalban 51, közúton 81 km-re északnyugatra, községközpontjától légvonalban és közúton 4 km-re keletre, a Prosara-hegység nyugati lábánál, 100 - 250 méteres tengerszint feletti magasságban fekszik. Nyugati része a Potkozarje dombvidékéhez tartozik, míg a keleti rész felnyúlik a Prosara-hegység erdős magaslataira.

## Népessége
| Nemzetiségi csoport | Népesség 1991 | Népesség 2013 |
| ------------------- | ------------- | ------------- |
| Szerb               | 363           | 287           |
| Bosnyák             | 112           | 42            |
| Horvát              | 1             | 0             |
| Jugoszláv           | 8             | 0             |
| Egyéb               | 2             | 4             |
| Összesen            | 486           | 333           |

## Története
A település 1878-ig tartozott az Oszmán Birodalomhoz, ekkor a berlini kongresszus határozata alapján az Osztrák-Magyar Monarchia része lett. 1879-ben az első osztrák-magyar népszámlálás során a Kostajnicai járáshoz tartozó Bosanska Dubica község részeként a falunak 64 háztartása, 317 ortodox szerb, 3 muszlim és 4 katolikus lakosa volt. 1910-ben a Bosanska Dubica-i járásban fekvő községben 137 háztartást, 764 ortodox szerb és 27 katolikus lakost találtak. A monarchia szétesésével 1918-ben előbb a Szerb-Horvát-Szlovén Királyság, majd 1929-től a Jugoszláv Királyság része. 1921-ben a községnek 148 háztartása és 824 lakosa volt. Jugoszlávia megszállása után a falu a Független Horvát Állam (NDH) része lett.
1945-től a település a szocialista Jugoszlávia része volt. A Bosznia-Hercegovinában zajló polgárháború idején a település a Boszniai Szerb Köztársaság része volt. Jugoszlávia felbomlása és a bosznia-hercegovinai háború során a falu nem szenvedett jelentősebb veszteségeket. 1995. szeptember 18-án és 19-én az Una horvát hadművelet keretében Kozarska Dubica község területét megtámadta a Horvát Köztársaság hadserege (HV). Ezt a támadást a Boszniai Szerb Köztársaság hadserege (VRS) és a helyi lakosság visszaverte. A daytoni békeszerződést követő területfelosztásnál a település, Kozarska Dubica község részeként a Szerb Köztársaság területéhez került.